# Oktiabrski (Tbilísskaia)
Oktiabrski - Октябрьский (rus) és un possiólok del krai de Krasnodar, a Rússia. Es troba a les terres baixes del Kuban-Azov. És a 12 km al nord de Tbilísskaia i a 101 km a l'est de Krasnodar. Pertany a la stanitsa de Tbilísskaia.